# Ectoneura shelfordi
Ectoneura shelfordi är en kackerlacksart som först beskrevs av Lucien Chopard 1924.  Ectoneura shelfordi ingår i släktet Ectoneura och familjen småkackerlackor.
Artens utbredningsområde är Nya Kaledonien. Inga underarter finns listade i Catalogue of Life.